# The Adventures of Billy
The Adventures of Billy er en amerikansk stumfilm fra 1911 af D. W. Griffith.

## Medvirkende
- Edna Foster som Billy.
- Donald Crisp.
- Joseph Graybill.
- Claire McDowell.
- Kate Bruce.